# Richard Eromoigbe
Richard Eromoigbe (ur. 20 czerwca 1984 roku w Lagos) – nigeryjski piłkarz grający na pozycji defensywnego pomocnika.
Kiedy był nastolatkiem został w 2001 roku kupiony z Lagos United przez działaczy Czerno More Warna. W 2004 roku przeszedł do Lewskiego Sofia. Od tego czasu regularnie grał w pierwszej jedenastce zespołu, z którym w 2006 roku zdobył mistrzostwo kraju. W 2008 roku przeszedł do rosyjskiego FK Chimki. W latach 2009–2010 grał w nigeryjskim Warri Wolves, a w 2011 roku został zawodnikiem cypryjskiego Anorthosisu Famagusta. Był też zawodnikiem Alki Larnaka i Beroe Stara Zagora.

## Sukcesy piłkarskie
- mistrzostwo Bułgarii 2006, Puchar Bułgarii 2005 oraz ćwierćfinał Pucharu UEFA 2006 z Lewskim Sofia